# Болдуин, А. Майкл
А. Майкл Болдуин (англ. A. Michael Baldwin; род. 4 апреля 1963) — американский актёр, продюсер и сценарист. Получил известность в детском возрасте благодаря роли Майка Пирсона в фильме 1979 года «Фантазм» и его сиквелах.

## Биография
Болдуин родился в Лос-Анджелесе, Калифорния, в семье аниматора Джерарда Болдуина, который работал над такими мультсериалами, как «Джетсоны», «Шоу Рокки и Буллвинкля» и «Джордж из джунглей». Болдуин наиболее известен своими ролями Майка Пирсона в фильмах «Фантазм» (кроме «Фантазм 2»).
Болдуин практикует восточный мистицизм, и в 1980-х годах временно оставил актёрскую профессию, чтобы исследовать свою духовность.
В настоящее время Болдуин живёт в Остине, Техас, с двумя детьми и невестой и преподаёт актёрское мастерство.

## Фильмография
| Год       |     | Русское название                           | Оригинальное название                              | Роль                  |
| --------- | --- | ------------------------------------------ | -------------------------------------------------- | --------------------- |
| 1976      | с   | Старски и Хатч                             | Starsky and Hutch                                  | мальчик в доках       |
| 1976      | ф   | Кенни и компания                           | Kenny & Company                                    | Даг                   |
| 1977      | с   | Фантастическое путешествие                 | The Fantastic Journey                              | Рито                  |
| 1977      | с   | —                                          | I Am the Greatest!: The Adventures of Muhammad Ali | дополнительные голоса |
| 1977—1978 | с   | Восьми достаточно                          | Eight Is Enough                                    | Джейсон / Ричи        |
| 1979      | ф   | Фантазм                                    | Phantasm                                           | Майк Пирсон           |
| 1982      | с   | —                                          | Voyagers!                                          | Джим                  |
| 1988      | ф   | Фантазм 2                                  | Phantasm II                                        | Майк Пирсон в детстве |
| 1994      | ф   | Фантазм 3: Повелитель мёртвых              | Phantasm III: Lord of the Dead                     | Майк Пирсон           |
| 1997      | ф   | Порочные девушки                           | Vice Girls                                         | Тралейн               |
| 1998      | ф   | Фантазм 4: Забвение                        | Phantasm IV: Oblivion                              | Майк Пирсон           |
| 2001      | в   | Виртуальная страсть                        | Virtual Girl 2: Virtual Vegas                      | доктор Пирсон         |
| 2012      | ф   | Зверский                                   | Brutal                                             | Карл Гибсон           |
| 2013      | кор | —                                          | It Came from the Dead                              | фокусник              |
| 2014      | кор | —                                          | Welcome to the Dauntless Motel                     | шериф Уэстлейк        |
| 2014      | ф   | Убийства киркой — Часть 3: Последняя глава | The Pick-Axe Murders Part III: The Final Chapter   | шериф Мэтьюс          |
| 2016      | ф   | Фантазм 5: Уничтожитель                    | Phantasm V: Ravager                                | Майк Пирсон           |
| 2019      | ф   | Пытка                                      | Flay                                               | Билли Салседо         |